# Amguň
Amguň (rusky Амгунь) je řeka v Chabarovském kraji v Rusku. Je 723 km dlouhá. Povodí má rozlohu 55 500 km².

## Průběh toku
Vzniká soutokem Ajakitu a Suluku (Choluku) na svazích Burejského hřbetu. Na horním toku má horský charakter, ale po zbývající většinu svého toku je typickou rovinnou řekou. Teče v široké dolině mezi bažinatou tajgou. Členité a nestálé koryto se větví na množství ramen. Na dolním toku se vyskytuje množství nevelkých ostrovů a mělčin. V povodí řeky se hojně vyskytuje mnoho let zmrzlá půda. Je to levý přítok Amuru.

### Přítoky
Hlavním přítokem je Nimelen.

## Vodní režim
Zdrojem vody jsou převážně dešťové srážky. Průměrný průtok vody ve vzdálenosti 193 km od ústí činí 500 m³/s. Letní průtok od června do září je nejvyšší a v tomto období také dochází k povodním. V zimě je průtok nejnižší. Led se na řece vyskytuje od konce října do začátku května.

## Využití
Vodní doprava je možná kromě horního toku. Řeka je bohatá na ryby (losos keta, losos gorbuša, jeseter, kapr obecný).